# Mertosaari (ö i Toivakka)
Mertosaari är en liten ö i Maunonensjö i Finland. Den ligger i sjön Kierikka och Keskinen och i kommunen Toivakka i den ekonomiska regionen  Jyväskylä och landskapet Mellersta Finland, i den södra delen av landet, 230 km norr om huvudstaden Helsingfors. Öns area är 0,3 hektar och dess största längd är 100 meter i öst-västlig riktning.